# Spektrohelioszkóp
A spektrohelioszkóp egy szoláris spektroszkóp és egy normál teleszkóp funkcionális társításából képzett speciális pásztázó teleszkóp. A csak fényképezésre alkalmas berendezést spektroheliográfnak nevezik, mely ún. spektroheliogramot szolgáltat.

## Története
A spektroheliográfot egymástól függetlenül George Ellery Hale (1868–1938) és tőle függetlenül Henri-Alexandre Deslandres (1853–1948) találta fel 1890-ben.  Később az eljárást Robert McMath (1891–1962) fejlesztette tovább, annak céljából, hogy mozgó képek készítésére is alkalmassá váljon. A spektrohelioszkópot Hale építette meg 1924-29 között.
Hale akkoriban a Massachusetts Institute of Technology-n töltötte diplomaévét, amikor Edward C. Pickering - a Harvard Egyetem Obszervatórium igazgatója – felfigyelt Hale munkájára és felajánlotta a csillagda 15 hüvelykes refraktorát, hogy azt átalakítva Hale a heliográfot tesztelni tudja. A Brashear által épített heliográf azonban technikailag összeegyeztethetetlen volt a refraktorral, ezért az első napmegfigyeléssel kapcsolatos eredményeket Hale csak 1890-ben tudta publikálni.
Néhány évvel később maga Hale szerkesztett egy nagy refraktort (Snow), amelyet a Wilson-hegyi Obszervatóriumban helyeztek üzembe. A teleszkópnak 24 hüvelykes tükre 1,8 méteres fókusztávolsággal rendelkezett. A készüléket már nagy feloldású spektrográffal láttak el és az első méréseket 1903-ban G.W. Ritchey (1864–1945) végezte a Yerkes megfigyelőállomáson. A Hale által épített berendezés (1929) egy horizontális tükrös rendszerből és egy spektrohelioszkópból állt, mely megfigyelések széles spektrumát tette lehetővé. A rögzített rések előtt forgó optikai prizma monokromatikus, α-vonalas képet alkotott a Nap egy-egy részéről.

### A Hale-féle spektrohelioszkóp
Hale és Deslanders készülékében a spektrográf két rése mechanikusan összeköttetésben állt, úgyhogy az egy egységként működött. Amikor az első rés pásztázó működésbe lép, a kilépő rés összhangban kíséri a kiválasztott szín bármely spektrumát. A készülék – melyet akkor spektroheliográfnak hívtak – nem állt távol a spektrohelioszkóp elvétől, ami a szem számára felfogható összetett képet szolgáltatja. Ahhoz, hogy a spektroheliográfból helioszkópot lehessen építeni, arra van szükség, hogy a spektroszkóp rései a Napkorong felszíni képén legalább 20 1/s nagyságú oszcillációt képezhessenek.

## Scanning folyamat
A plazmaívek, napflerek és napfoltok észlelése olykor nem könnyű feladat, mivel főleg a napfoltok nehezen azonosíthatók hidrogén-α fényben. Például 0,006 inches résszélesség esetén a feloldóképesség 12 arc/s, az ennél kisebb foltok ilyen feltételek mellett már nem észlelhetők. H-α fényben, körülbelül 18 arc/s–nál nagyobb foltok láthatóak. A különböző alakzatok és jelenségek fényintenzitása nagyban meghatározza a minimum feloldóképességet. Az optimális feloldóképességre vonatkozó paraméterek megközelítőleg a 2,74 m–es fókusztávolságal rendelkező teleszkóp és 1,8 m–es fókusztávolsággal rendelkező spektroszkóp kombinációjakor állnak elő. A legtöbb spektrohelioszkóp hozzávetőleg ebben a nagyságrendben működik. Az 1 arc/s–nál kisebb naptevékenységek detektálhatósága jóval nagyobb fókusztávolsággal rendelkező teleszkópot igényel.
A scanning teljes folyamata magában foglalja a spektroszkópiai és a spektrohelioszkópiai megfigyelést. Tegyük fel, hogy a vizsgálat során egy néhány percig tartó előzetes mérést végzünk a napkorongon, és ebben az időtartamban nem alakulnak ki flerek vagy más naptevékenység. Ekkor létrejön egy előzetes spektrogram, amit néhány perc múlva egy újabb felvétel követ. A két spektrogramban a fényintenzitásbeli különbségeket vesszük figyelembe. Ezt 10 perc múlva egy újabb felvétel követ, majd ugyanekkora időtávlatban még egy – melynek spektroszkópiai elemzése már kielégítő eredményt adhat a Nap dinamikus állapotáról.

## Néhány detektálható jelenség a Napban
A felszíni anomáliák közé tartozik a hipergranuláció, amelyek nagy kiterjedésű mágneses területek. A szupergranulációk közepes kiterjedésűek, helioszkópos vizsgálattal 40 arc/s feletti feloldóképesség mellett azonosíthatók. A granulációk és a vertikális oszcilláció kis kiterjedésű részek, detektálhatóságuk 10 arc/s feloldóképesség felett lehetséges. A nagy kiterjedésű mágneses mezők gyenge mágneses indukciójú területek, a poláris régiók szintén gyenge mágneses területek. Osztályzásuk polaritásuk szerint történik: eszerint léteznek alfa (unipoláris), béta (bipoláris), béta-gamma (kevésbé kevert polaritású), gamma (kevert) és delta típusú mágneses mezők (Mt.Wilson). A McIntosh-féle klasszifikáció szerint A, B, C, D, E, F és H típus létezik.

## Működése és néhány spektrohelioszkóp típus
Általában négy alaptípust szokás megkülönböztetni, amelyek alapkoncepciója, hogy a szoláris spektrum lehetőleg a H–alfa vonalszélességbe essen. A Young-féle alaptípus 1,8 m fókusztávolságú spektroszkópból és egy 2,7 m fókusztávolságú teleszkópból áll. A Young-féle továbbfejlesztett típusnak spektroszkóp és teleszkóp része is 2,7 m fókusztávolsággal rendelkezik. Optikai rácssűrűsége 1200 /mm nagyságrendű, mind H–alfa, mint He vonalak esetén alkalmazható. A W–spektroszkóp csak Anderson-prizmákat tartalmaz, a teleszkóp végén refraktorral, amely a helioszkóppá történő konverzióban vesz részt.
Két, egymástól jól elszeparált, ugyanazon fókusztávolsággal (10 cm) rendelkező gömbi tükör alkotja a Hale-típust. Jellemzője, hogy a kimenő résnél a spektrumvonal némi aberrációt szenved. A Littrow-típus egy bikonvex, plano-konvex vagy pozitív meniszkusszal lencsével ellátott. A pozitív meniszkuszú lencsének két tükröző felülete van, de nagyobb nehézség nélkül ketté választható. A lencse hátsó felszíne rendszerint olyan görbületi sugárral rendelkezik, mely ekvivalens a lencse fókusztávolságával. A belépő fény az első résen reflektálódik és a kimenő rés közelében fókuszálódik. A másik visszaverődés a lencse mögötti kis átmérőjű (~ 3 mm) lemezen valósul meg. Ez a kis arányú reflexió mozgást végez aszerint, amint az üveglemez fordul. A visszaverődés olyannyira kicsiny, hogy az elég nagy, forgó üveglemez képes azt lekövetni.
Tudvalevően a forgó üveglemez nem alkalmas bikonvex, planokonvex vagy akromatikus lencsékhez, ugyanis a belépő résen beérkező fénynyaláb a konvex, hátsó felszínen visszaverődik és a hátsó résen fókuszálódik. Ilyenkor a forgó üveglemez körbefordul, ezzel a Littrow-lencse szintén elmozdul. Ugyanez valósul meg H-alfa fényben a Nap esetében szintén, ahol a korong bizonyos részei a fehéres köd miatt vizsgálat során nem láthatók.
A professzionális spektrohelioszkópok rendszerint nagyon nagy fókusztávolsággal rendelkeznek. Ez azt jelenti, hogy a teleszkópé legalább 5 m, illetve a spektroszkópé 4 m kell, hogy legyen. A diffrakciós rács feloldóképességének kiszámítása egyszerű. Például egy 32×30 mm négyzetalakú terület hozzávetőleg 38 000 rovátkát foglal magában. A vonalak össz mennyisége és a kérdéses hullámhossz alapján az elsődleges feloldóképességet adja meg. Ilyen módon, pl. a H-alfa vonal esetében 6563 Ӑ /38 400 barázda = 0,17 Ӑ, amely gyakorlatilag 100%–os feloldásnak felel meg, amely igen ritka.
A rácssűrűség feloldóképességre gyakorolt hatása nem független az adott spektrumra jutó koncentrált fénymennyiségnek. Például 85%–os hatásfoknál 5000 Ӑ esetén (zöld) azt jelenti, hogy az ilyen hullámhosszúságú fény 85% az 5000 Ӑ hullámhosszban található (Jarell). Nagyon jó minőségű felvétel esetén egy 32×30 mm rácssűrűség esetén hozzávetőleg 4000 spektrumvonal válik láthatóvá a szem számára. Ahhoz hogy ennél is jobb minőséget lehessen elérni, szükségessé válhat különböző szűrők (üveg, stb.) alkalmazása, hogy az átfedéseket eliminálhassuk. Például a infravörös színtartományban, vörös szűrők kellenek ahhoz, hogy a 7 200 Ӑ-nél hosszabb hullámhosszat is érzékelni lehessen. Ilyen módon ultraibolya tartományban kék színszűrő szükséges, másképp például az ún. Fraunhofer-A vonal nem detektálható.

## Lásd még
- Spektroszkópia
- Nap